# Jeanne-Marie Bouvier
Jeanne-Marie Bouvier de la Motte Guyon, bekend als Madame Guyon, (Montargis, 13 april 1648 - Blois, 9 juni 1717), was een Franse mystica, een van de belangrijkste vertegenwoordigers van het quiëtisme.

## Levensloop
Jeanne-Marie Bouvier werd geboren in een familie van rijke burgerij. Zij was de dochter van Claude Bouvier, procureur bij de rechtbank van Montargis. Ze had een broze gezondheid en haar opvoeding werd nogal verwaarloosd. Ze bracht haar jeugd door in het klooster waar ze school liep en bij haar ouders die nogal instabiel waren en in tien jaar tijd negen maal verhuisden. Die ouders waren zeer religieus en gaven haar een vrome opleiding. Ze las al heel jong de geschriften van de heilige Franciscus van Sales, die grote indruk op haar maakten. Ze dacht eraan in het klooster te treden, maar deed dit uiteindelijk niet.
Ze was zestien toen ze trouwde met de welgestelde Jacques Guyon die achtendertig was. Ze kreeg vijf kinderen, van wie twee zoons en een dochter die de volwassen leeftijd bereikten. Het huwelijk was niet gelukkig. Jeanne leed vooral onder de bemoeizucht van haar schoonmoeder en van een huishoudster. Om haar heen waren er op korte tijd veel sterfgevallen (een dochter, een zoon, haar vader, haar moeder, haar halfzuster).
Toen ze achttien was ontmoette ze de franciscaan Archangelus Enguerrand en de barnabiet Lacombe die haar geest openden voor de spiritualiteit van het inwendige leven. Ze zocht de begeleiding op van Geneviève Granger, overste van de benedictinessen in haar woonplaats. Door haar werd ze in 1671 voorgesteld aan Jacques Bertot (1620-1681), lid van de mystieke kring L'Ermitage in Caen, geleid door Jean de Bernières. Bertot werd biechtvader in de abdij van Montmartre (Parijs), en werd ook haar geestelijke leidsman. Het was echter vooral op eigen houtje dat Jeanne Guyon de recepten van het quiëtisme vond, waarbij ze voorhield dat men de algehele gemeenschap met God kon bereiken in absolute passiviteit, zonder gebed of sacramenten.

## Quiëtisme
Guyon was achtentwintig toen ze weduwe werd. Ze was gefortuneerd en zocht zich in dienst van de Kerk te stellen. Ze begon te reizen. In Gex bij Genève, werd haar voorgesteld overste te worden van een klooster voor de opleiding van bekeerde protestanten, maar ze weigerde. In Thonon, aan het Meer van Genève schreef ze Torrents en ontdekte ze hoe een spirituele eenheid kan ontstaan door stilzwijgend gebed dat van het ene hart naar het andere wordt overgedragen. In Turijn en Vercelli leerde ze bij bisschop Ripa de kringen van Italiaanse quiëtisten kennen. Ze vestigde zich vervolgens in Grenoble, waar ze in contact trad met talrijke leken, priesters en kloosterzusters, voor wie ze Moyen court et très facile pour l’oraison en Explications de la Bible schreef.
Ze was achtendertig toen ze in 1686 naar Parijs terugkeerde en er de leiding nam over de devote kring die zich rond haar biechtvader Bertot had gevormd. Op 29 januari 1688 werd ze gearresteerd op beschuldiging van quiëtisme (Miguel de Molinos was op 27 augustus 1687 veroordeeld). Ze kwam vrij op voorspraak van Madame de Maintenon die haar een tijdlang in bescherming nam en haar apostolaatswerk liet doen bij de demoiselles de Saint-Cyr. De invloed van Guyon groeide en ze kon veel discipelen aan zich verbinden, onder wie aartsbisschop Fénelon en de hertogen en hertoginnen van Chevreuse en Beauvilliers. Ze bleven haar, in goede en kwade dagen, dertig jaar lang trouw.

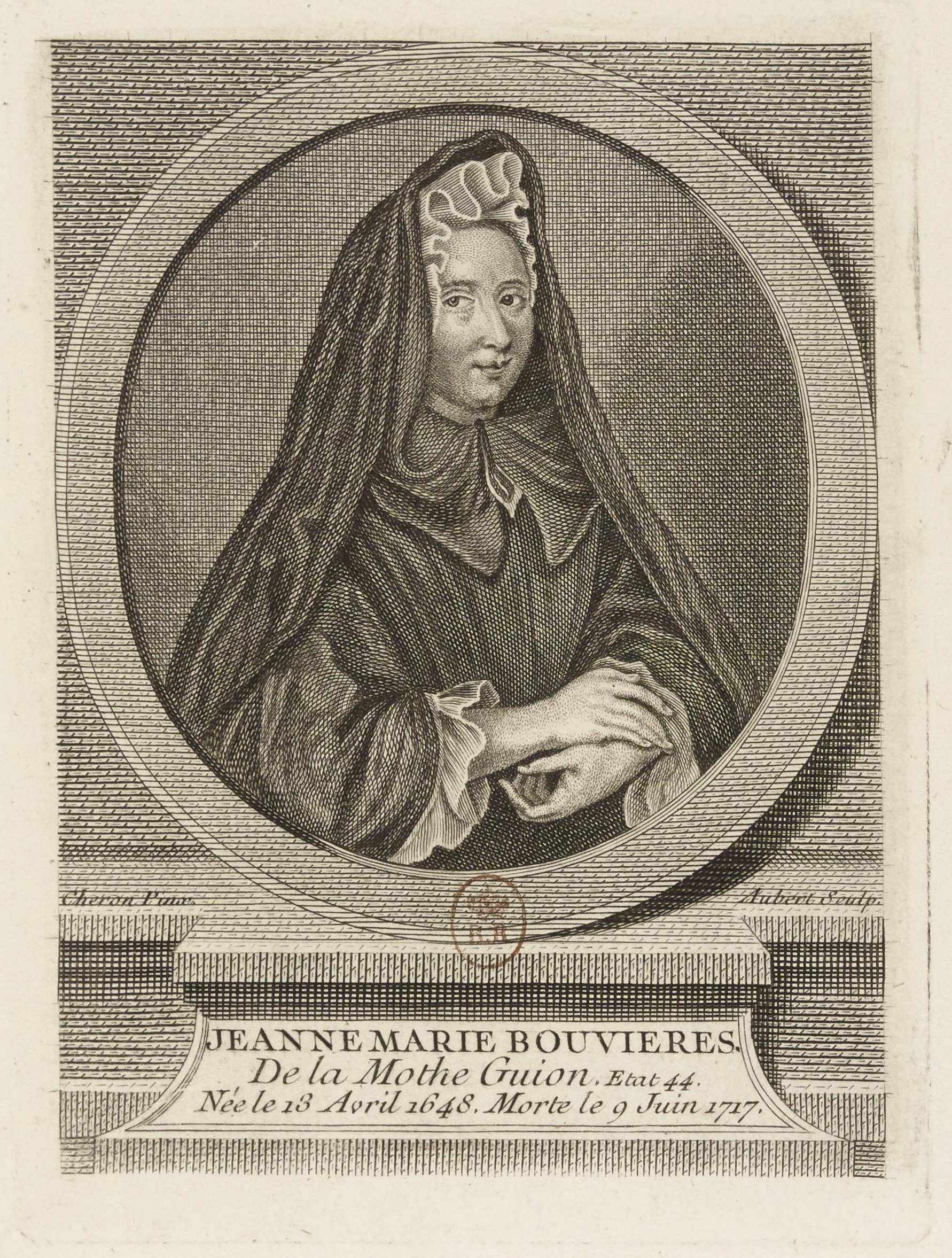
Jeanne Marie Bouvier de la Motte Guyon

Dat ze als leek zo een grote invloed kon verwerven op bisschoppen en op leden van de hoge aristocratie, deed in Versailles de wenkbrauwen fronsen. Madame de Maintenon begon de idee om zich uitsluitend door de genade te laten leiden, gevaarlijk te vinden. Bossuet had hiervoor geen begrip en voer krachtig tegen madame Guyon uit toen ze in 1695 in het klooster van de Visitatie in Meaux verbleef. Hij klaagde haar aan in Rome en ze werd veroordeeld. Fénélon werd van het Hof verwijderd en verbleef voortaan uitsluitend in Cambrai, waar hij aartsbisschop was. Wenend en in volle nederigheid legde hij zich neer bij de veroordeling van zijn geschriften waarin hij madame Guyon had verdedigd.
Madame Guyon die zich had teruggetrokken in de eenzaamheid, werd op 27 december 1695 aangehouden. Het arrestatiebevel ('lettre de cachet') vermeldde geen reden hiervoor. Er werd blijkbaar geopperd dat ze van slechte zeden was en een dissidente kerk, een  « petite Eglise » had gesticht. Ze werd onder zware druk geplaatst: ze moest 38 ondervragingen ondergaan door La Reynie en d’Argenson, er werd haar een biechtvader opgelegd, de aartsbisschop van Parijs oefende eveneens druk uit. Dit alles was vergeefs en ze bekende geen schuld.
In 1703 kwam ze vrij. Ze was witgewassen van alle verdenkingen, maar was ondertussen achtenvijftig en zwaar ziek. De laatste dertien jaar van haar leven bracht ze door in Blois, waar ze opleiding gaf aan katholieke en protestantse discipelen, aan wie ze de weg naar het inwendige geestelijke leven wees.

## Haar invloed
Madame Guyon heeft in de protestantse wereld invloed uitgeoefend op Pierre Poiret, Georges Garden (Aberdeen), Gerhard Tersteegen, John Wesley en de Quakers, en recent op Ni Tuocheng (dit Watchman Nee) en Witness Lee. Ook bij de Evangelischen vond men haar invloed, onder meer bij Charles Spurgeon en Johan Oscar Smith.
In de katholieke wereld heeft ze haar invloed laten gelden via Fénelon en via pater Jean-Pierre de Caussade en zijn leer van overgave aan de goddelijke voorzienigheid. In de aristocratie bleef ze in de herinnering via haar dochter, de hertogin van Sully (1673-1736).
Een van de adepten van het quiëtisme was de katholieke bekeerling Andrew Ramsay (1686-1743), die achtereenvolgens de secretaris was van Fénelon, van madame Guyon en van hertogin de Sully. Hij was de auteur van de fameuze 'Discours de Ramsay', die aan de oorsprong ligt van de hoge graden binnen de vrijmetselarij.

## Publicaties
- c.1682 : Les Torrents spirituels
- 1683 : Moyen court et très facile pour l’oraison que tous peuvent pratiquer très aisément, Grenoble, J. Petit.
- 1682-1709 : La Vie de Mme J.-M. B. de La Mothe Guion, écrite par elle-même, Cologne [Amsterdam], J. de La Pierre, 3 volumes, 1720
- 1681-1717 : Lettres chrétiennes et spirituelles sur divers sujets qui regardent la vie intérieure ou l’esprit du vrai christianisme, éd. Pierre Poiret, Cologne [Amsterdam],
- na 1703 : Discours chrétiens et spirituels sur divers sujets qui regardent la vie intérieure, tirés la plupart de la Sainte Écriture, éd. Pierre Poiret, Vincenti, Cologne [Amsterdam],